# Thức cột Corinth

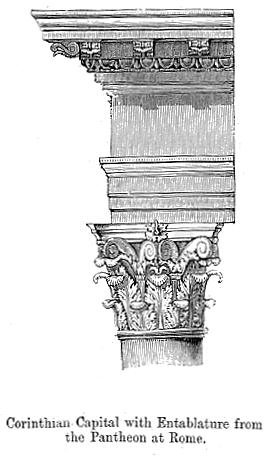
Thức cột Corinth

Thức cột Corinth là một trong 3 thức cột cơ bản của kiến trúc Hy Lạp và La Mã cổ. Đây là thức cột hoa mỹ nhất với những rãnh nhỏ và đầu cột được trang trí cầu kỳ với những lá ô rô và đường xoắn ốc. Hai thức cột ra đời trước đó là Doric và Ionic. Khi kiến trúc cổ đại hồi sinh suốt thời Phục Hưng, 2 cột nữa được thêm vào là Tuscan và Composite.
Cái tên cột Corinth có từ tên của 1 thành phố ở Hy Lạp là Corinth, mặc dù lần đầu được xuất hiện và sử dụng rộng rãi ở Athens. Tuy có nguồn gốc từ Hy Lạp, cột Corinth rất hiếm được sử dụng tại Hy Lạp. Nó được đưa vào sử dụng trong các công trình kiến trúc La Mã, như đền Mars Ultor trong hệ thống án tòa Augustus, ở Maison Careé Gaul phía nam, ở Đền bậc đài vòng ở Vienne.
Có hai loại cột Corinth: Corinth La Mã và Corinth Phục Hưng.